# Університет Отаго
Університе́т Ота́ґо (англ. University of Otago, маорі Te Whare Wānanga o Otāgo) — університет в місті Данідін, Нова Зеландія, найстаріший університет країни, де станом на 2006 рік навчаються близько 20 тис. студентів. Це найбільший працедавець Південного острова та дім найстарішого балету країни.

## Історія
План організації європейського поселення в південній Новій Зеландії, закладений Асоціацією Отаго відповідно до принципів Едварда Уейкфілда в 1840-х роках, передбачав будівництво університету.
Громадські діячі Данідіну Томас Бернс і Джеймс Макендрю закликали Раду провінції Отаго в 1860-х роках виділити земельний фонд для вишу. Постановою Ради Університет Отаго був заснований в 1869 році. Університетові було виділено 100000 акрів (400 км²) землі та надано право на навчання мистецтвам, медицині, юриспруденції та музиці. Бернс був призначений канцлером, але він не дожив до відкриття цього університету 5 липня 1871 р..
Університет встиг надати вчений ступінь одному випускнику, Олександру Уїльямсону, перш ніж став партнерським коледжем федерального Університету Нової Зеландії в 1874 році. Після ліквідації Університету Нової Зеландії в 1961 році, були прийняті поправки в законі про освіту й Університет Отаго відновив свою діяльність як незалежний університет.
Університет, спочатку розташовувався на Прінсес-стріт в будівлі поштової служби архітектора Вільяма Мейсона, в 1878—1879 роках переїхав у власну будівлю, побудовану за проектом Максвела Барі. Згодом вона перетворилася на цілий комплекс, групу будівель в стилі неоготики в центрі містечка. Проект споруди цих будівель був натхненний будівництвом нового головного корпусу Університету Глазго в Шотландії.
Отаго був першим університетом в Австралазії, що дозволив жінкам отримувати юридичну освіту. Етель Бенджамін, яка закінчила університет в 1897 р., стала першою жінкою в Британській імперії, яка виступила на суді адвокатом.
Професор Роберт Джек 17 листопада 1921 р. здійснив першу в Новій Зеландії радіотрансляцію з кафедри фізики.
Університет Отаго привернув більше число студентів, що призвело до збільшення кількості коледжів, розміщення студентів в північній частині Данідін, біля будівлі університету. У травні 2010 р. згаданий університет приєднався до міжнародної групи університетів «англ. Matariki Network of Universities», до якої увійшли також Дартмутський коледж (США), Даремський університет (Велика Британія), Університет Квінз (Канада), Тюбінгенський університет (Німеччина), Університет Західної Австралії (Австралія) і Уппсальський університет (Швеція).

## Структура
У цьому університеті діють чотири академічних підрозділи:
- Відділ гуманітарних наук
- Відділ медицини та охорони здоров'я

Назва «Медичний факультет» у даний час здебільшого застосовується щодо адміністрації Відділу медицини і охорони здоров'я. Медичний факультет включає в себе Медичні школи в Крайстчерчі, Данідіні та Велінгтоні, а також Отагську школу медичних наук (яка складається з відділень анатомії й структурної біології, біохімії, мікробіології та імунології, фармакології та токсикології, фізіології). Крім того, в рамках медичного факультету даного університету вивчаються стоматологія, фармація, фізіотерапія.
- Науковий відділ
- Бізнес-школа

У маркетингових цілях, факультет Комерції був перейменований в Бізнес-школу, оскільки цей термін зазвичай використовується для еквівалентних факультетів у Північній Америці. Історично склалося так, що кілька шкіл і факультетів було згруповано для формування цих підрозділів.
Крім навчальних факультетів в Отагському університеті працюють:
- фінансовий підрозділ
- Кадрового підрозділу
- Підрозділ інформаційних технологій
- Підрозділ маркетингу й зв'язків з громадськістю
- Підрозділ роботи з майном
- Дослідницький підрозділ

Крім того, на базі Отагського університету функціонувала Гірська школа, в 1987 році переведена в Університет Окленду. Традиційно, спільно з коледжем Нокса і коледжем Святого Хреста в університеті викладається богослов'я.